# Hyundai Aslan
La Hyundai Aslan è una autovettura prodotta dalla casa automobilistica sudcoreana Hyundai Motor Company dal 2014 al 2018.

## Descrizione
Il nome "aslan" deriva dal turco e significa leone.
La Aslan è una berlina di grandi dimensioni di lusso. L'esterno e gli interni sono simili a quelli della coeva Genesis, ma a differenza di quest'ultima che è a trazione posteriore la Aslan viene costruita su un altro pianale a trazione anteriore, la piattaforma Y6. In termini di dimensioni, si colloca tra la Grandeur e la Genesis, andando a occupare il segmento di mercato precedentemente presieduto dalla Hyundai Dynasty.
Tutti i modelli dal 2014 al 2016 erano dotati di un cambio automatico a 6 marce, che è stata poi sostituita dal 2017 con una trasmissione automatica a 8 velocità.
Al lancio sul mercato, l'Aslan era disponibile con due motori a benzina aspirati: 
- Lambda II V6 da 3,0 litri con 199 kW (270 CV)
- Lambda II V6 da 3,3 litri con 216 kW (294 CV)